# Стенбок, Мария Элисабет
Мария Элисабет Стенбок (швед. Maria Elisabeth Stenbock; ум. 1693), — шведская придворная дама. С 1680 по 1693 год она служила обер-гофмейстериной (швед. överhovmästarinna) при королеве Швеции Ульрике Элеоноре Датской.
Мария Элисабет Стенбок родилась в семье графа Фредрика Стенбока и Катарины Делагарди. Она вышла замуж за графа Акселя Аксельссона Лилли в 1665 году. В 1680 году Мария Элисабет была назначена на пост старшей фрейлины новой королевы Ульрики Элеоноры. Она смогла стать личной подругой королевы и причислялась к кругу ближайших друзей королевы наряду с королевским капелланом исповедником Юханом Карлбергом, Софией Амалией Маршальк и Анной Марией Клодт.
Существует хорошо известная старая легенда, связанная с её смертью. Предание гласит, что в то время как королева умирала в Карлбергском дворце в 1693 году, её любимая фрейлина и обер-гофмейстерина, графиня Мария Элисабет Стенбок, лежала больная в Стокгольме. В ночь смерти королевы графиня Стенбок посетила Карлбергский дворец и была допущена одна в комнату с телом покойной королевы. Старший офицер, капитан Стормкранц, заглянул в замочную скважину и увидел, что графиня и королева разговаривают у окна комнаты. Он был так потрясён этим зрелищем, что начал кашлять кровью. Графиня и карета, в которой она приехала, исчезли в следующее мгновение. Когда дело было расследовано, выяснилось, что в тот день графиня лежала в постели, будучи тяжело больной, и не покидала города. Король отдал приказ, чтобы об этом деле больше не упоминалось. Как бы то ни было, но фактом является то, что графиня Стенбок умерла от своей болезни через пару недель после королевы, и что капитан Стормкранц также скончался после описанного им якобы произошедшего случая.